# Рипини, Джузеппе
Джузеппе Рипини (итал. Giuseppe Ripini; 1755, Пезаро — 6 февраля 1823, Фано) — итальянский композитор.
В 1784 году руководил музыкальной программой праздника в честь Святого Креста в Лонджано, работал также в Перголе. С 1794 года и до конца жизни капельмейстер кафедрального собора в Фано. Был первым учителем Алессандро Нини.
Произведения Рипини не были опубликованы при жизни и полностью забылись, но в XXI веке в Фано решили воскресить его память. 15 октября 2022 года в кафедральном соборе состоялся первый концерт из его произведений, а в июне 2023 года вышел из печати первый том сочинений Рипини.